# Алачук
Алачу́к (также Хун, Охун, Ёзен, Туак-Ёзен, Сууксу-дере, Суук-Су, Алочик-Узень; укр. Алачук, крымскотат. Alaçıq, Алачыкъ) — река в юго-восточном Крыму, на территории большой Алушты, левый приток реки Андус, длиной 11 км, площадь водосбора 22,0 км². В переводе с крымскотатарского Алачук означает шалаш.
Исток Алачука находится на юго-восточном склоне Караби-яйлы, в овраге Чигенитра-Богаз, недалеко от одноимённого перевала, но точное место определяют по-разному. Есть мнение, что река вытекает из Туакской пещеры, на подробных топографических картах русло реки простирается гораздо выше пещеры и образуется слиянием трёх безымянных родников, на которых некогда были сооружены пруды. Большинство исследователей считают началом реки родник Суук-Су на высоте 660 м над уровнем моря. Это мнение содержится в «Путеводителе по Крыму» А. Я. Безчинского 1901 года. По информации Николая Васильевича Рухлова, приведённой в книге 1915 года «Обзор речных долин горной части Крыма», река также начинается из источника Суук-Су, с дебетом 45970 вёдер воды в сутки (около 6,5 л/сек). Также Рухлов упоминает отсутствие в долине Алачука крупных балок и оврагов, в то же время, согласно справочнику «Поверхностные водные объекты Крыма», у реки 3 безымянных притока, длиной менее 5 километров, а на современных картах, отмечены впадающие в реку овраги: слева — Пикси-Дере, несущий воды источника Неожиданный; ниже по течению, справа — Манга-Дере и в нижнем течении левый приток, овраг Джафер-Дере. Местность вдоль реки в верхнем течении горная, а в среднем — крупнохолмистая, склоны долины покрыты редкой растительностью с чередованием оголённых скал, в нижней части — очень редкая растительность и трава, выгорающая летом.
Алачук впадает в Андус в селе Рыбачье, в 0,2 км от устья, на высоте 17 м над уровнем моря. Водоохранная зона реки установлена в 50 м